# Kanton Thonon-les-Bains-Ouest
Kanton Thonon-les-Bains-Ouest (fr. Canton de Thonon-les-Bains-Ouest) je francouzský kanton v departementu Horní Savojsko v regionu Rhône-Alpes. Skládá se z devíti obcí.

## Obce kantonu
- Allinges
- Anthy-sur-Léman
- Cervens
- Draillant
- Margencel
- Orcier
- Perrignier
- Sciez
- Thonon-les-Bains (západní část)